# Liste des albums musicaux numéro un au Billboard 200 en 1987
Cette page liste les albums musicaux ayant eu le plus de succès au cours de l'année 1987 aux États-Unis d'après le magazine Billboard.

## Historique
| Date         | Artiste(s)                             | Titre             | Référence |
| ------------ | -------------------------------------- | ----------------- | --------- |
| 3 janvier    | Bruce Springsteen et The E Street Band | Live/1975-85      |           |
| 10 janvier   | Bruce Springsteen et The E Street Band | Live/1975-85      |           |
| 17 janvier   | Bon Jovi                               | Slippery When Wet |           |
| 24 janvier   | Bon Jovi                               | Slippery When Wet |           |
| 31 janvier   | Bon Jovi                               | Slippery When Wet |           |
| 7 février    | Bon Jovi                               | Slippery When Wet |           |
| 14 février   | Bon Jovi                               | Slippery When Wet |           |
| 21 février   | Bon Jovi                               | Slippery When Wet |           |
| 28 février   | Bon Jovi                               | Slippery When Wet |           |
| 7 mars       | Beastie Boys                           | Licensed to Ill   |           |
| 14 mars      | Beastie Boys                           | Licensed to Ill   |           |
| 21 mars      | Beastie Boys                           | Licensed to Ill   |           |
| 28 mars      | Beastie Boys                           | Licensed to Ill   |           |
| 4 avril      | Beastie Boys                           | Licensed to Ill   |           |
| 11 avril     | Beastie Boys                           | Licensed to Ill   |           |
| 18 avril     | Beastie Boys                           | Licensed to Ill   |           |
| 25 avril     | U2                                     | The Joshua Tree   |           |
| 2 mai        | U2                                     | The Joshua Tree   |           |
| 9 mai        | U2                                     | The Joshua Tree   |           |
| 16 mai       | U2                                     | The Joshua Tree   |           |
| 23 mai       | U2                                     | The Joshua Tree   |           |
| 30 mai       | U2                                     | The Joshua Tree   |           |
| 6 juin       | U2                                     | The Joshua Tree   |           |
| 13 juin      | U2                                     | The Joshua Tree   |           |
| 20 juin      | U2                                     | The Joshua Tree   |           |
| 27 juin      | Whitney Houston                        | Whitney           |           |
| 4 juillet    | Whitney Houston                        | Whitney           |           |
| 11 juillet   | Whitney Houston                        | Whitney           |           |
| 18 juillet   | Whitney Houston                        | Whitney           |           |
| 25 juillet   | Whitney Houston                        | Whitney           |           |
| 1er août     | Whitney Houston                        | Whitney           |           |
| 8 août       | Whitney Houston                        | Whitney           |           |
| 15 août      | Whitney Houston                        | Whitney           |           |
| 22 août      | Whitney Houston                        | Whitney           |           |
| 29 août      | Whitney Houston                        | Whitney           |           |
| 5 septembre  | Whitney Houston                        | Whitney           |           |
| 12 septembre | Los Lobos/Artistes variés              | La Bamba          |           |
| 19 septembre | Los Lobos/Artistes variés              | La Bamba          |           |
| 26 septembre | Michael Jackson                        | Bad               |           |
| 3 octobre    | Michael Jackson                        | Bad               |           |
| 10 octobre   | Michael Jackson                        | Bad               |           |
| 17 octobre   | Michael Jackson                        | Bad               |           |
| 24 octobre   | Michael Jackson                        | Bad               |           |
| 31 octobre   | Michael Jackson                        | Bad               |           |
| 7 novembre   | Bruce Springsteen                      | Tunnel of Love    |           |
| 14 novembre  | Artistes variés                        | Dirty Dancing     |           |
| 21 novembre  | Artistes variés                        | Dirty Dancing     |           |
| 28 novembre  | Artistes variés                        | Dirty Dancing     |           |
| 5 décembre   | Artistes variés                        | Dirty Dancing     |           |
| 12 décembre  | Artistes variés                        | Dirty Dancing     |           |
| 19 décembre  | Artistes variés                        | Dirty Dancing     |           |
| 26 décembre  | Artistes variés                        | Dirty Dancing     |           |